# ウイニングポスト6
『ウイニングポスト6』（Winning Post 6）とは、2002年にコーエーからWindows版が発売された競馬シミュレーションゲーム。ウイニングポストシリーズの第6作。
家庭用ゲーム機版としてPlayStation 2版が発売され、また「マキシマム2004」および「2005年度版」としてそれぞれの年度の新データに変更するなどマイナーチェンジバージョンも発売された。「- 2006」としてPlayStation Portable（PSP）版も発売された。また、2008年6月26日にPSP版「- 2008」が発売された。
コーエー定番シリーズやソースネクストの「Qualityイチキュッパ」などで廉価版も発売されている。

## 開発の経緯
「海外競馬への挑戦」がテーマとされた。また現実の競馬における血統の閉塞状況をプレイヤーに解決してほしいという願いから海外での競走馬生産牧場の開設を可能とした。

## 内容および特徴
前述のように、海外（欧州およびアメリカ）に牧場を開設し、それらの牧場と日本の牧場との間で繁殖牝馬や種牡馬を移動させることが可能となった。また海外牧場を開設すると、開設した地域に競走馬を入厩できるようになる。
クラブ法人が一定条件を満たすとクラブでも牧場を建設可能となった。
プレイ初期段階で、馬主としてのバックボーンを選ぶことができるようになった。バックボーンにはさまざまな特徴がありそれぞれ初期資金、牧場の施設、調教師との知り合いやすさなどに差が出ている。
また、『1』以来の予後不良も復活した。

## イベント
シュンライイベント
牧場長が牧野若葉であるときに、競走馬時代に牝馬三冠馬となったプレイヤー所有の繁殖牝馬が雷の鳴る嵐の日に生んだ牝馬（シュンライ）の成長を追うイベント。シュンライが牝馬三冠馬となることでイベントが完結する。
貴公子の幻影
牧場長が宝塚菊夫であるときに、20世紀の名馬・テンポイントと同じ血統構成（サイアーラインがナスルーラ系、ブルードメアサイアーのサイアーラインがハイペリオン系）のプレイヤー所有の牡の競走馬がGIを優勝することでイベントがスタート。当該競走馬を種牡馬とし、新系統を確立させることでイベントが完結する。
ボワルセル系の再興
牧場長が緒河源であるときにプレイヤー自らが生産し所有するボワルセル系の牡の競走馬がGIを優勝することでイベントがスタート。当該競走馬を種牡馬とし、新系統を確立させることでイベントが完結する。
牧童イベント
プレイヤー所有の牧場で牧童と出会うことでイベントがスタート。交流を深めることで、将来プレイヤーとの友好度が高い状態で牧童が騎手としてデビューする。

## 主な登場人物・スーパーホース

### 人物
秘書
- 天本恭子
- 岸谷みゆき

知人
- 有馬桜子
- 井坂修三郎
- 栗原美穂
- 椎野はるか
- 西村里咲
- 萱野晶子

牧場長
- 宝塚菊夫
- ビル・メッツ
- 高松凱旋
- 風間駿
- 篠原宏美
- 牧野若葉
- 牧野双葉
- 緒河源
- ロデオ・テシオ（アメリカ）
- 麻川貢（欧州）

コーディネイター
- 樫本桃子（欧州）
- ジラフ・メッツ（アメリカ）

ライバル馬主
- 鳳雅輝
- 相馬百合子
- 結城江奈
- 佐伯玲子
- 織月絵里奈

### スーパーホース
牡馬
- サードステージ
- ダークレジェンド
- アイアンキング
- クロスリング
- ゲッコーストーム
- アウトオブアメリカ
- ユーエスエスケープ
- サンダーマウンテン
- メイジガルダン
- カマイタチ
- ロシアンルーレット
- ミスターバルボア
- インデュライン
- ギンロウ

牝馬
- ファーストサフィー
- ユリノローズ
- ツキノヒカリ
- タイトロープ
- クリムゾンカーヒラ
- ハローアゲイン
- サンドリヨン
- デジャヴ